# Masoller
Masoller és una localitat del nord-oest del departament de Rivera, a l'Uruguai septentrional. Es troba a escassos quilòmetres de la frontera amb el Brasil.

## Història
La població és coneguda per haver estat el camp de conflicte entre colorados i blancos durant la batalla de Masoller, fent referència a aquesta urbanització, on es va desenvolupar l'últim enfrontament armat de la ja finalitzada Guerra Gran. La victòria dels colorados el 1904 va provocar la mort del cabdill dels blancos, Aparicio Saravia.

## Geografia
Masoller es troba 333 metres sobre el nivell del mar i té una població inferior als 300 habitants, segons les dades del cens del 2004.
A prop del poble naixen el riu Arapey Grande i l'Arroyo Lunarejo en territori uruguaià i les rieres Arroio Gaspar i Arroio Invernada en territori brasiler. L'Arroyo Lunarejo dona nom a al Parc Natural Regional situat catorze quilòmetres de Masoller.
Per l'interior del nucli passa la via rodada Ruta 30.

## Població
D'acord amb les dades del 2004, Masoller tenia 261 habitants.
| Any  | Població |
| ---- | -------- |
| 1963 | 56       |
| 1975 | 115      |
| 1985 | 61       |
| 1996 | 201      |
| 2004 | 261      |

Font: Institut Nacional d'Estadística de l'Uruguai

### Desenvolupament tecnològic
En 2011 es va inaugurar un espai d'inclusió digital, que té com a objectiu apropar la població rural dels departaments propers a l'ús de les noves tecnologies.

## Commemoració
En setembre de 2018 es va inaugurar un monument al militar Aparicio Saravia, amb un acte on es van concentrar líders i militants del partit blanc. La ubicació del monument és a la vora de la ruta 30 a pocs metres de la població de Masoller.